# Mesaphorura massoudi
Mesaphorura massoudi is een springstaartensoort uit de familie van de Tullbergiidae. De wetenschappelijke naam van de soort is voor het eerst geldig gepubliceerd in 1979 door Rusek.